# Флаг Ононского района
Флаг муниципального района «Оно́нский район» Забайкальского края Российской Федерации — опознавательно-правовой знак, служащий официальным символом муниципального образования.
Ныне действующий флаг утверждён решением совета от 17 февраля 2014 года № 5 и подлежит внесению в Государственный геральдический регистр Российской Федерации.

## Описание
«Прямоугольное полотнище с отношением ширины к длине 2:3, состоящее из двух горизонтальных полос: голубого (вверху, шириной … ширины полотнища) и жёлтого цветов; в центре голубой полосы — выходящий на 4/5 из жёлтой полосы круг белого цвета; поверх жёлтой полосы и круга — стоящий к древку журавль тёмно-серого цвета с поднятой головой и приоткрытым клювом и глазами чёрного цвета в красной лицевой маске».

## Обоснование символики
Чёрный цвет — символизирует скромность, образованность.
Голубой цвет (лазурь) — символизирует величие, красоту, ясность.
Жёлтый цвет (золото) — символ богатства, справедливости.
Белый цвет (серебро) — символ добра, независимости

## История
Первый флаг Ононского района был утверждён решением совета от 22 февраля 2011 года № 11, которое было признано утратившим силу при утверждении ныне действующего флага.

### Описание
«Флаг муниципального района „Ононский район“ представляет собой прямоугольное полотнище, разделённое вилообразно на три части поля (поля № 1, № 2, № 3).
Треугольник (поле № 1) имеет основание, равное ширине флага и высоту равную … высоте флага.
Поле № 1 — жёлтого цвета, поле № 2 — зелёного цвета, поле № 3 — голубого цвета.
Отношение ширины флага к его длине 2:3».

### Обоснование символики
Структура флага находится в стилевом единстве с гербом муниципального района «Ононский район».
Состав цветов флага повторяет основные цвета герба, символизируя собой природные и исторические особенности района:
жёлтый — бескрайнюю степь, цвет Забайкальского казачества, с давних пор защищавшего восточные рубежи России, что район является форпостом Забайкалья на юге;
зелёный — сосновый бор, единственный в России, в котором зарегистрировано 74 вида плюсовых дерева с высокими наследственными характеристиками, богатый животный мир района;
голубой — водный мир района: озёра, в том числе Торейские озёра, река Онон.
На символику цветов флага распространяется геральдическое значение цветов:
жёлтый — символ богатства и справедливости;
зелёный — символ надежды, радости, изобилия;
голубой — символ величия, красоты, ясности.